# Гавайский тропический ботанический сад
Гавайский тропический ботанический сад (англ. Hawaii Tropical Botanical Garden) — ботанический сад и природный заповедник в местности Папаикоу на острове Гавайи. Находится в 25 километрах на север от города Хило. Единственный тропический ботанический сад в США, расположенный на берегу океана. Является одним из всемирно известных ботанических садов, с обширными собраниями тропических растений.

## История
Основан в 1977 году, на месте бывшей плантации сахарного тростника. Площадь ботанического сада — 6,9 га.

## Описание
В саду произрастает свыше 2000 видов растений более чем из 125 семейств и 750 родов. Отдельной гордостью сада является крупные коллекция пальм — почти 200 видов, геликониевых — более чем 80 видов, и бромелиевые — также более чем 80 видов. Некоторые деревья манго и кокосовые пальмы имеют возраст более 100 лет.
Ботанический сад — одна из туристических достопримечательностей острова.